# Kuti, Herceg Novi
Kuti este un sat din comuna Herceg Novi, Muntenegru. Conform datelor de la recensământul din 2003, localitatea are 607 locuitori (la recensământul din 1991 erau 443 de locuitori).

## Demografie
În satul Kuti locuiesc 469 de persoane adulte, iar vârsta medie a populației este de 38,1 de ani (37,4 la bărbați și 38,9 la femei). În localitate sunt 178 de gospodării, iar numărul mediu de membri în gospodărie este de 3,40.
Această localitate este populată majoritar de sârbi (conform recensământului din 2003).
|  |

| Demografie | Demografie | Demografie |
| An         | Locuitori  | Locuitori  |
| ---------- | ---------- | ---------- |
|            |            |            |
|            |            |            |
|            |            |            |
|            |            |            |
| 1948       | 506        |            |
| 1953       | 480        |            |
| 1961       | 471        |            |
| 1971       | 477        |            |
| 1981       | 607        |            |
| 1991       | 443        | 440        |
| 2003       | 620        | 607        |

| \| Componența etnică conform recensământului din 2003[2] \| Componența etnică conform recensământului din 2003[2] \| Componența etnică conform recensământului din 2003[2] \| Componența etnică conform recensământului din 2003[2] \| Componența etnică conform recensământului din 2003[2] \| \| ----------------------------------------------------- \| ----------------------------------------------------- \| ----------------------------------------------------- \| ----------------------------------------------------- \| ----------------------------------------------------- \| \| \| \| \| \| \| \| Sârbi \| Sârbi \| \| 418 \| 68,86% \| \| Muntenegreni \| Muntenegreni \| \| 132 \| 21,74% \| \| Musulmani \| Musulmani \| \| 7 \| 1,15% \| \| Bosniaci \| Bosniaci \| \| 4 \| 0,65% \| \| Croați \| Croați \| \| 3 \| 0,49% \| \| Iugoslavi \| Iugoslavi \| \| 2 \| 0,32% \| \| Maghiari \| Maghiari \| \| 1 \| 0,16% \| \| necunoscută \| necunoscută \| \| 6 \| 0,98% \| |              |  |     |        |
| Componența etnică conform recensământului din 2003 |              |  |     |        |
| |              |  |     |        |
| Sârbi | Sârbi        |  | 418 | 68,86% |
| Muntenegreni | Muntenegreni |  | 132 | 21,74% |
| Musulmani | Musulmani    |  | 7   | 1,15%  |
| Bosniaci | Bosniaci     |  | 4   | 0,65%  |
| Croați | Croați       |  | 3   | 0,49%  |
| Iugoslavi | Iugoslavi    |  | 2   | 0,32%  |
| Maghiari | Maghiari     |  | 1   | 0,16%  |
| necunoscută | necunoscută  |  | 6   | 0,98%  |